# Aero Industries TG-31
El Aero Industries TG-31 fue un planeador de entrenamiento militar estadounidense de los años 40 del siglo XX, diseñado y construido por estudiantes del Aero Industries Technical Institute como Aero Industries G-2.

## Diseño y desarrollo
El diseño del TG-31 era el de un planeador de ala alta de construcción de madera-acero-tela, con una única rueda por detrás del patín de morro. Un planeador G-2 (matrícula civil NC19965) fue requisado y puesto al servicio de las Fuerzas Aéreas del Ejército de los Estados Unidos (USAAF) el 29 de junio de 1942, con la matrícula militar 42-57171.

## Variantes
G-2
Designación interna de la compañía, uno construido.
TG-31
Designación dada por las USAAF al G-2, en 1942.

## Operadores
Estados Unidos
- Fuerzas Aéreas del Ejército de los Estados Unidos

## Especificaciones
Referencia datos: usmilav

### Características generales
- Tripulación: Uno (piloto)
- Longitud: 6,1 m (20 ft)
- Envergadura: 14,7 m (48,1 ft)
- Altura: 1,5 m (4,9 ft)
- Superficie alar: 21 m² (226 ft²)
- Peso vacío: 127 kg (279,9 lb)
- Peso máximo al despegue: 204 kg (449,6 lb)

### Rendimiento
- Velocidad máxima operativa (Vno): 121 km/h (75 MPH; 65 kt)
- Velocidad de entrada en pérdida (Vs): 39 km/h (24 MPH; 21 kt)

## Aeronaves relacionadas

### Secuencias de designación
- Secuencia TG-_ (Planeadores de Entrenamiento del USAAC/USAAF, 1941-1948): ←  TG-28 - TG-29 - TG-30 - TG-31 - TG-32 - TG-33